# Erik Furuhjelm
Erik Gustaf Furuhjelm (Hèlsinki, 6 de juliol, 1863 - Idem, 13 de juny, 1964), va ser un compositor i escriptor musical finlandès.

## Biografia
Els pares de Furuhjelm eren Elis Furuhjelm, secretari de protocol del Senat, i Selma Gabriela Antell, i la seva dona des de 1908, Alice Silfvast. Es va graduar de secundària el 1901, va estudiar a l'escola d'orquestra de la Societat Filharmònica des de 1893, a l'Institut de Música de Hèlsinki de 1901 a 1906, a la Universitat de Hèlsinki de 1901 a 1902, així com a Viena i Munic de 1906 a 1907 i a París de 1906 a 1907. Furuhjelm va ser el director en funcions de l'Institut de Música de Hèlsinki. Professor 1905–1906, professor 1907–1935 i subdirector 1920–1935. Furuhjelm va donar diversos concerts, va actuar com a director de cor i va tocar la viola en els concerts de la Societat Filharmònica el 1904-1905 i en actuacions d'òpera dirigides per Armas Järnefelt. Va ser el fundador de "Finsk Musikrevy" el 1904 i va treballar com a crític musical a "Dagens Tidning" de 1912 a 1914 i a "Dagens Press" de 1915 a 1920. Furuhjelm va rebre una pensió estatal de compositor el 1921, i va rebre el Premi Pro Finlandia el 1956.

## Obra
Les composicions més significatives de Furuhjelm són probablement el quintet de piano, el quartet de corda i dues simfonies. També va publicar una biografia de Jean Sibelius.
Composicions i arranjaments

- Klockringning per a un cor mixt i piano, 1903
- Quintet amb piano en do menor, 1906
- Obertura romàntica, 1911
- Simfonia núm. 1 en re major, 1911
- Five Pictures per a orquestra (originalment Exotica), 1925
- Simfonia núm. 2 en mi bemoll menor, 1927
- Quartet de corda, 1956
- Arranjaments de melodies populars